# Моисеев, Василий Андреевич
Василий Андреевич Моисеев (1920, Нижегородская область — 18 марта 1945) — старший воздушный стрелок 74-го гвардейского штурмового авиационного полка, гвардии старшина — на момент представления к награждению орденом Славы 1-й степени.

## Биография
Родился в 1920 году в селе Гордино Варнавинского района Нижегородской области. Семья была многодетная, и Василию пришлось трудиться с ранних лет, помогать родителям. Окончил только 4 класса в школе села Макарий. В 1937 году, когда в армию призвали старшего брата, Василий остался за старшего в семье.
В 1940 году был призван в армию Варнавинским райвоенкоматом Горьковской области. Был направлен в батальон аэродромного обслуживания, стал командиром отделения, сержантом. Первые годы Великой Отечественной войны в составе своей части оставался в тылу. В конце 1942 года батальон был передислоцирован ближе к линии фронта, под город Сталинград. Вскоре добился зачисления в школу воздушных стрелков-радистов самолёта-штурмовика Ил-2.
С мая 1943 года гвардии сержант Моисеев воевал в составе 74-го гвардейский штурмового авиационного полка. Был зачислен в экипаж только что прибывшего в полк лётчика лейтенанта Ивана Лысенко. С ним прошёл весь боевой путь. Участвовал в боях за освобождение южной Украины, Крыма. Был награждён орденом Красного Знамени и медалью «За оборону Сталинграда». Член ВКП с 1944 года.
После окончания боёв за Крым, в конце мая 1944 года 1-я гвардейская штурмовая авиационная дивизия была передана в состав 1-й воздушной армии 3-го Белорусского фронта. Здесь гвардии старшина Моисеев в составе своего полка участвовал в Белорусской наступательной операции, в боях за освобождение Литвы.
Только за период 23 июня — 7 сентября 1944 года гвардии старшина Моисеев в составе экипажа совершил 35 боевых вылетов на штурмовку живой силы и техники противника в районе Гродно и Минска, на переправах через Неман. Участвовал в 17 воздушных боях.
Приказом от 7 октября 1944 года гвардии старшина Моисеев Василий Андреевич награждён орденом Славы 3-й степени.
За период с 7 сентября по 12 ноября 1944 года гвардии старшина Моисеев участвовал в 22 боевых вылетах для ударов по скоплению живой силы и техники противника.
Приказом от 29 ноября 1944 года гвардии старшина Моисеев Василий Андреевич награждён орденом Славы 2-й степени.
За период с 12 ноября 1944 года по 5 февраля 1945 года гвардии старшина Моисеев в 20 боевых вылетах нанёс большой урон врагу, отразил несколько воздушных атак. К этому времени на его боевом счету было около 140 боевых вылетов и 5 сбитых самолётов.
Указом Президиума Верховного Совета СССР от 19 апреля 1945 года за мужество, отвагу и бесстрашие, проявленные в боях с вражескими захватчиками, гвардии старшина Моисеев Василий Андреевич награждён орденом Славы 1-й степени. Стал полным кавалером ордена Славы.
Последнюю боевую награду получить не успел. 18 марта 1945 года вылетел на своём самолёте на боевое задание в районе юго-западнее Кёнигсберга с командиром звена лётчиком Я. С. Щегловым. Во время очередного захода на цель у населённого пункта Бладиау самолёт был сбит прямым попаданием зенитного снаряда и упал на артиллерийские позиции противника южнее населённого пункта Невекен.
Незадолго до последнего вылета узнал о представлении к награждению орденом Славы 1-й степени и присвоении звания младший лейтенант.
Был похоронен на южной окраине населённого пункта Кёнигсдорф, позднее перезахоронен в братской могиле в посёлке Пятидорожное.
Награждён орденами Красного Знамени, Отечественной войны 1-й степени, Славы 3-х степеней, медалью «За оборону Сталинграда».
Именем Моисеева названа средняя школа села Макарий, в которой он учился.